# Clan of the Cave Mom
«Clan of the Cave Mom» (укр. «Клан печерної мами») — тринадцята серія тридцять п'ятого сезону мультсеріалу «Сімпсони», прем'єра якої відбулась 24 березня 2024 року у США на телеканалі «Fox».
Повторний показ серії 25 серпня 2024 року був присвячений пам'яті актора Мартіна Малла, який помер 27 червня у віці 80 років.

## Сюжет
В Антропологічному музеї учні Спрінґфілдської початкової школи дивляться 4D-документальний фільм про Льодовикову еру. Мардж також супроводжує дітей, але гучно переглядає повідомлення в телефоні. Директор Скіннер просить її замовкнути, щоб діти могли спокійно дивитися. Тоді Мардж задається питанням, яке відношення до них має далеке минуле?…
Дія переноситься на 20 тисяч років назад. Сім'я печерних людей Сімпсонів голодує, тому печерна Мардж вирушає на полювання і вбиває змію сім'ї на харч для родини.
У сьогоденні Мілгаус каже Бартові, що його батько отримав квитки на концерт іспаномовного реп-гурту «Violencia Gigante» (укр. «Гігантське насильство»). Барт запитує Мардж, чи можна йому піти на концерт, але мати не впевнена. Потім хлопчаки возяться з катапультою в музеї та знищать її; Барт втікає, підставивши Мілгауса.
Вдома Барт продовжує намагатися переконати Мардж відпустити його на концерт. Ліса пропонує їй послухати одну з пісень Violencia Gigante», щоб вирішити, тому Барт дозволяє їй почути чисту версію однієї з їхніх пісень. Мардж вагається. Тоді Ліса (через те, що брат понівечив її ляльку) пропонує послухати матері оригінальну версію з перекладеним текстом. Це неприємно вражає Мардж і вона забороняє сину іти на концерт.
Пізніше Барт намагається переконати Луан переконати Мардж відпустити його. Однак, жінка говорить, що Барта вже не запрошено, тому що він — поганий друг, погано впливає на Мілгауса, і на нього годі сподіватися…
20 тисяч років тому печерна Мардж рятує Барта від нападу синьоволосого вовка, і втішає його. Тим часом у сьогоденні Мардж злиться через те, що Луан сказала Барту. Вони з Гомером йдуть поговорити з ван Гутенами. Однак, розмова не виходить, бо між жінками починається гаряча сварка через критику Луан у бік Барта. Коли Мардж і Гомер виходять з дому ван Гутенів, Мардж вирішує таки купити для Барта квитки на концерт, щоб показати Луан.
Гомер намагається купувати квитки на різних сайтах продажу квитків і, нарешті, купує — найкращі квитки першорядного клуба. На ігровому майданчику Барт каже Нельсону, Мартіну та Льюїсу, що він має квитки першорядного клуба, і вони вирішують піти з Бартом, а не з Мілгаусом.
Того вечора у школі відбуваються батьківські збори, і Луан просить вилучити Мардж з баьківського комітета за цькування Мілгауса. Паралельно показано, як так само доісторична Мардж захищала своїх дітей від нападу вовка. Мардж і Луан звинувачують одна одну в різних проблемах, допоки справа майже не доходить до бійки…
У минулому печерна Мардж важко боролася з вовком. Коли поранений вовк втікає, то руйнує сімейний дім. Сім'я оплакує втрату та починає рухатися до печери в горах. 
У сьогоденні, коли Мардж приходить до квиткової каси, то Рафаель відмовляється приймати їхній розрукований квиток, бо потрібно використовувати додаток для квитків. Однак, Гомер видалив програму, щойно роздрукував квиток. Потім Мардж чує Кірка на задньому фоні розмови, який з Гомером грає у фентезі-футбол. Мардж каже, що Гомер для неї тепер мертвий, і паралельно показано, як дорогою до печери синьоволосий вовк вбив печерного Гомера. Мардж, як у минулому, так і в сьогоденні, відмовляється здаватися. Паралельно вони різними грубими методами продовжують досягати своїх цілей.
Коли у сьогоденні Мардж і діти, зрештою, потрапляють до першорядного клубу, Барт показує матері її відображення, і як вона керувалася своїми емоціями. Мардж вибачається перед Бартом. Потім Мардж йде до ван Гутенів, які нудьгують, мириться з Луан і дозволяє Мілгаусу піти до першорядного клуба з Бартом.
Тим часом печерна Мардж перемагає вовка після того, як на нього впав камінь, але вона вирішує проявити до нього милосердя та рятує його. Згодом Сімпсони їдять м'ясо печерного Гомера в новій хатині, а вовк є їхнім улюбленцем і частиною сім'ї.

## Виробництво
Серія стала першою, яку виробили у короткі строки після страйку Гільдії сценаристів Америки, що тривав із травня до вересня 2023 року.
Реп гурту «Violencia Gigante» читав сценарист і продюсер серіалу Сезар Мезаріегос.

## Культурні відсилання та цікаві факти
- Доісторична розповідь є пародією на серіал «Первісний»[3].
- Луан вже перешкоджала Бартові спілкуватися з Мілгаусом у серії 3 сезону «Homer Defined»[4].

## Ставлення критиків і глядачів
Під час прем'єри серію переглянули 0,69 млн осіб, з рейтингом 0.2, що зробило її найпопулярнішим шоу на каналі «Fox» тієї ночі.
Джон Шварц із сайту «Bubbleblabber» оцінив серію на 10/10, сказавши, що «це, безумовно, одна з найкращих серій „Сімпсонів“, які я бачив за останні кілька років. Після 35 сезонів шоу все ще працює на всі циліндри, і це є доказом».
На сайті «Me Blog Write Good» відзначили гарні дизайни печерних людей, однак сам сюжет перепон між Бартом і Мілгаусом описали як «просто такий собі».
Творець серіала «Первісний» Геннді Тартаковський назвав «досить дивовижно та сюрреалістично те, що „Сімпсони“ зробили пародію» на його серіал. У відповідь він представив свій малюнок Гомера у стилі «Первісного».
Згідно з голосуванням на сайті The NoHomers Club більшість фанатів оцінили серію на 4/5 із середньою оцінкою 4,24/5.